# Kunstjahr 1867
Liste der Kunstjahre

◄◄ | ◄ | 1863 | 1864 | 1865 | 1866 | Kunstjahr 1867 | 1868 | 1869 | 1870 | 1871 | ►

Weitere Ereignisse
Dieser Artikel behandelt das Kunstjahr 1867.

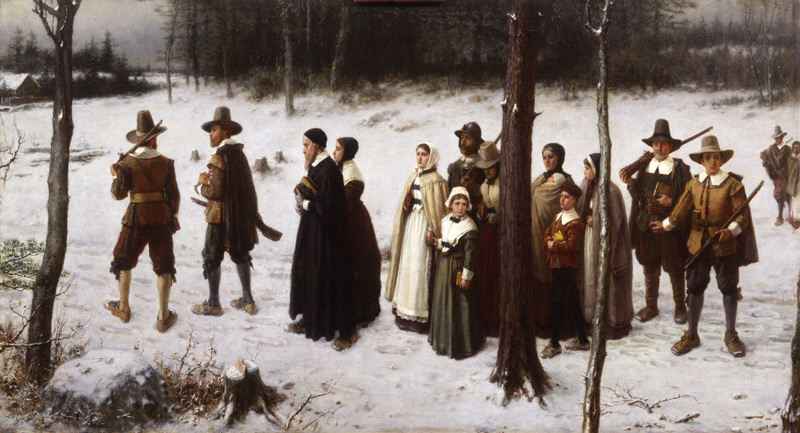
George Henry Boughton: Pilger in Neuengland auf dem Weg zum Gottesdienst

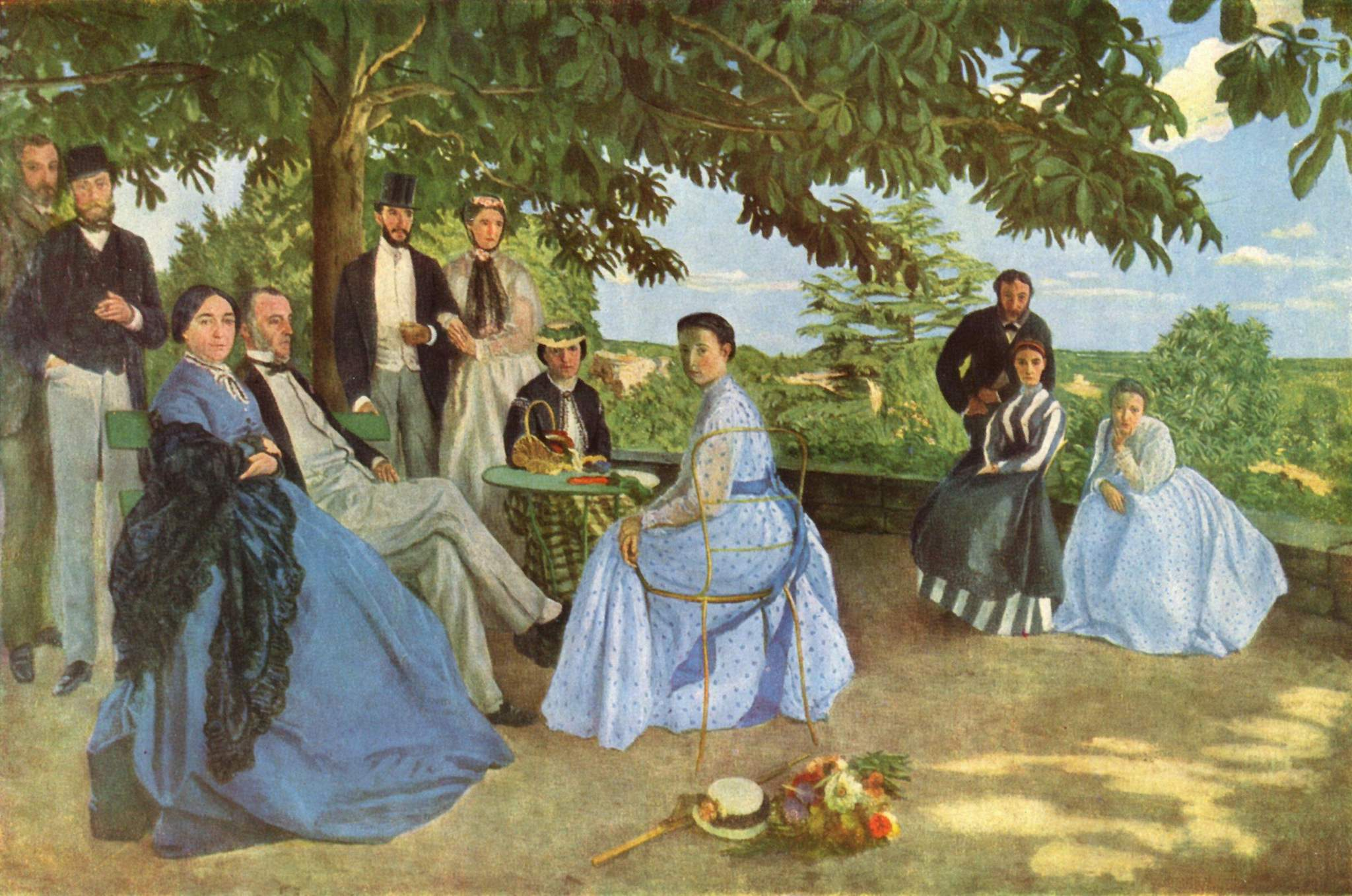
Frédéric Bazille, Das Familientreffen

## Ereignisse

### „Die Angewandte“
Die k.k. Kunstgewerbeschule des k.k. Österreichischen Museums für Kunst und Industrie wird gegründet. Erster Direktor wird Rudolf Eitelberger.

### Architektur

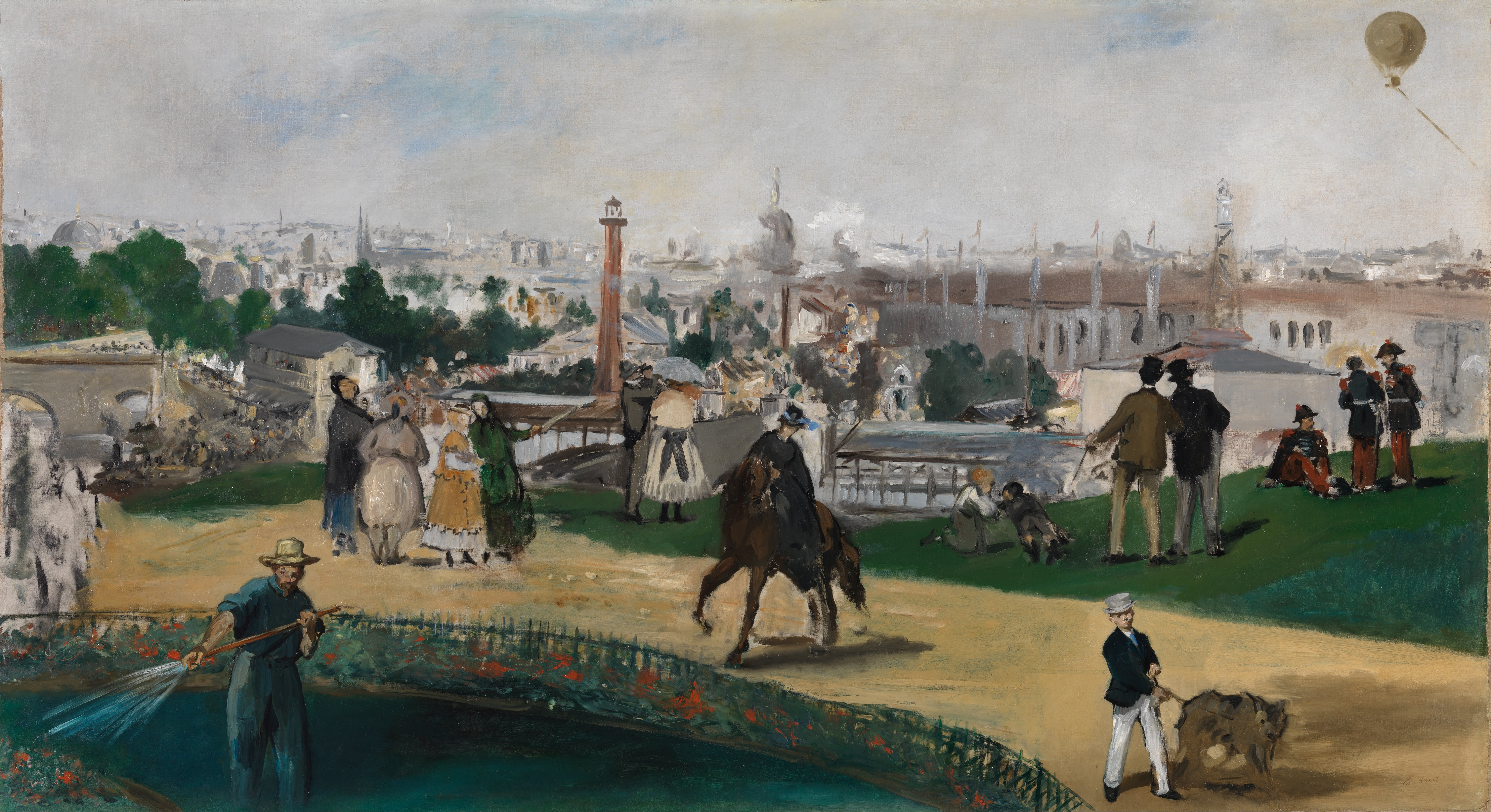
Édouard Manet, Vue de l'exposition de 1867

Für die am 1. April eröffnete Pariser Weltausstellung wird der von Stadtplaner Jean-Charles Alphand konzipierte und von Jardinier principal von Paris Édouard François André mit Unterstützung von Landschaftsgärtner und Jardinier en chef de la ville Jean-Pierre Barillet-Deschamps neu errichtete englische Landschaftspark Parc des Buttes-Chaumont mit Grotten, Kaskaden und Gewächshäusern eröffnet. Jean Darcel zeichnet für die Felskonstruktionen, Eugène Belgrand für den Wasserbau und der Generalinspektor der Pariser Architekten Gabriel Davioud für die Bauwerke verantwortlich. Gustave Eiffel gestaltet die Maschinenhalle.

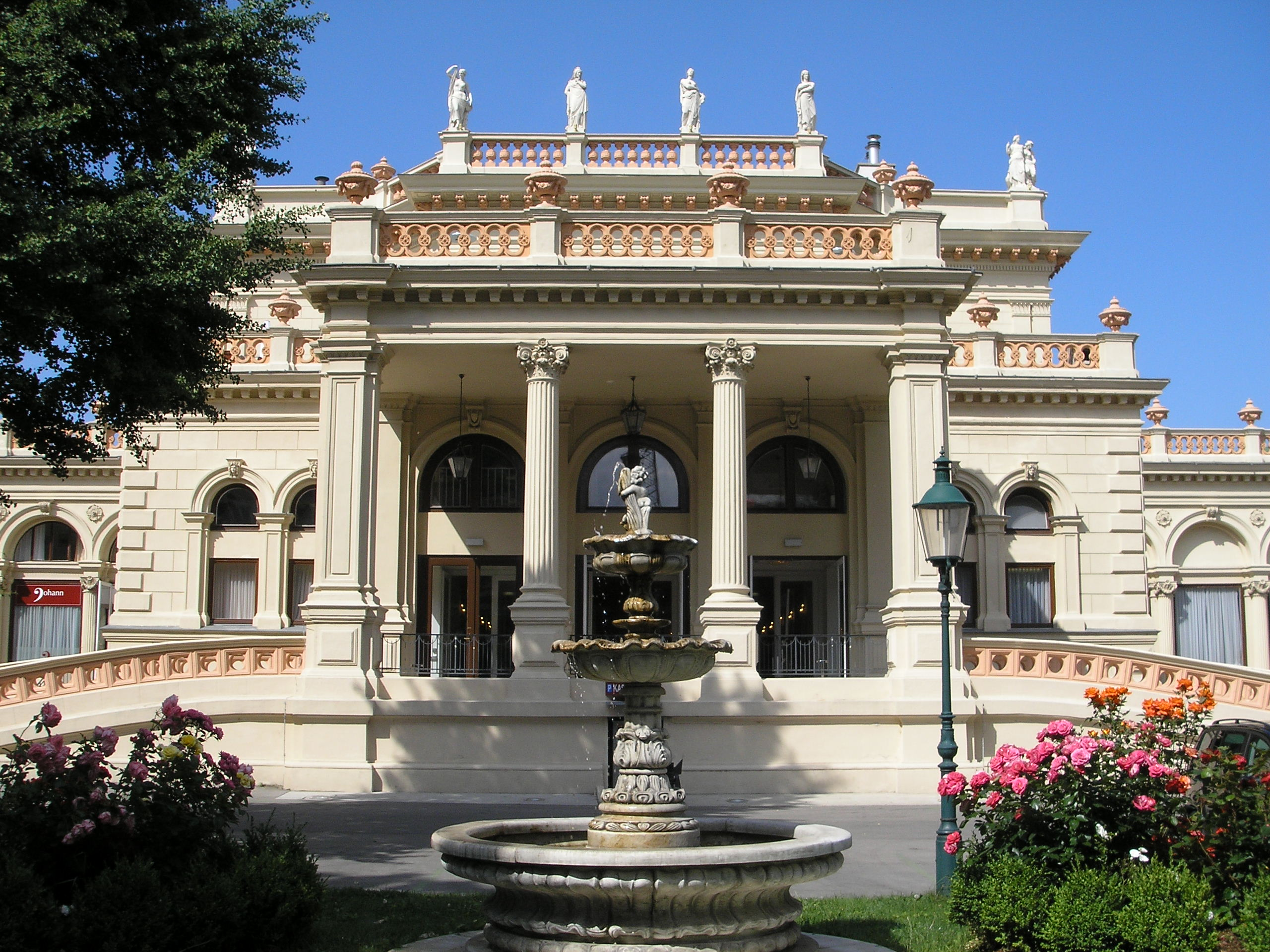
Der heutige Kursalon Hübner

Der nach Plänen von Johann Garben errichtete Kursalon im Wiener Stadtpark wird am 8. Mai eröffnet. Das historistische Gebäude im Stil der Neorenaissance soll ausschließlich als Kaffeehaus und zur Ausschank von Heilwasser dienen, Vergnügungen sind ausdrücklich untersagt. Der bisherige Park-Salon des Heinrich Wilda, ein gezimmerter Glas-Pavillon, wird am gleichen Tag geschlossen.
In München wird am 25. August der Grundstein für das vom Grazer Architekten Georg von Hauberrisser im neugotischen Stil entworfene Neue Rathaus gelegt.

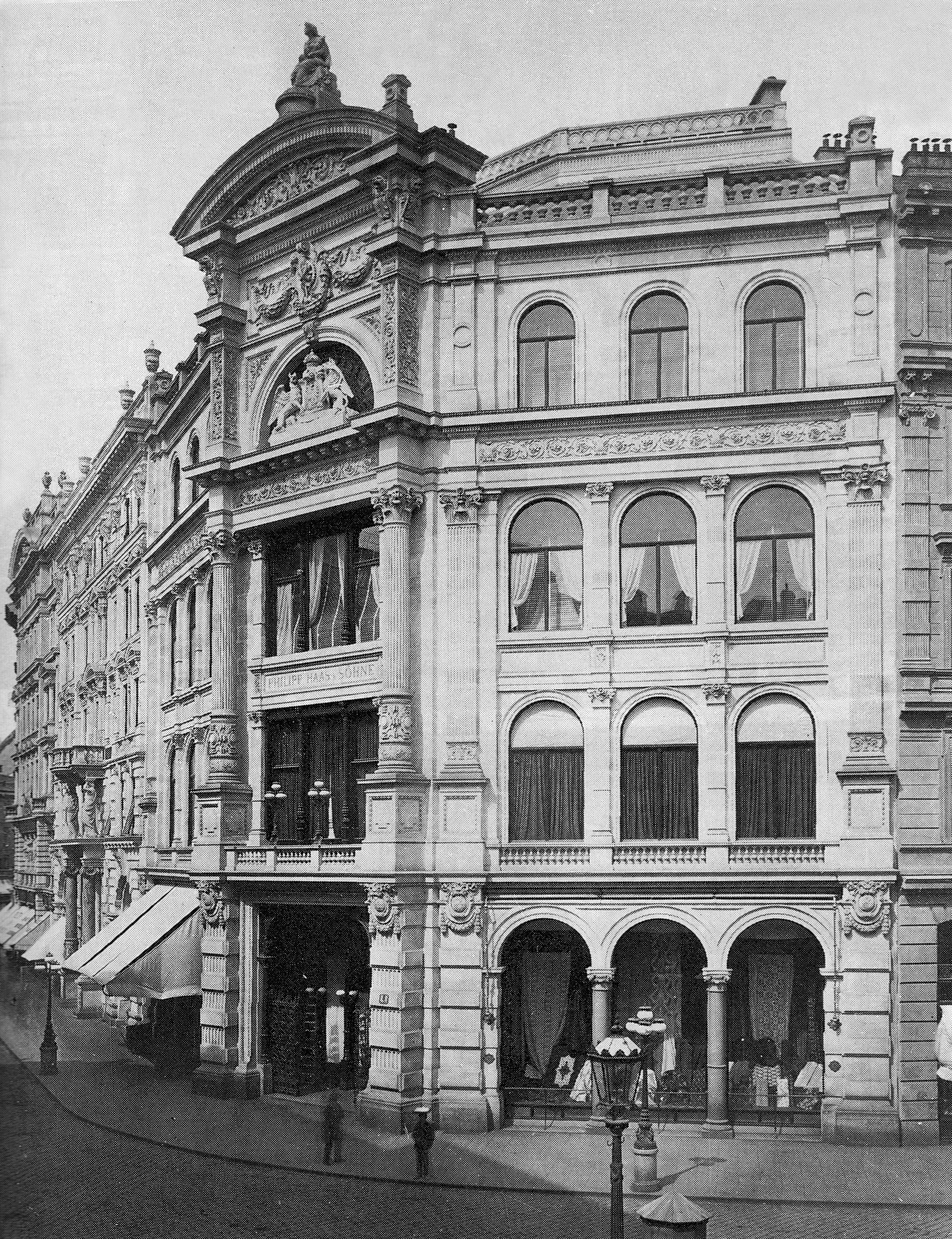
Das erste Haas-Haus

Das von August Sicard von Sicardsburg und Eduard van der Nüll für das Teppichhaus Philipp Haas & Söhne im Stil des Historismus am Stock-im-Eisen-Platz im Stadtzentrum von Wien errichtete Haas-Haus, das erste große Warenhaus in Wien, wird nach einjähriger Bauzeit fertiggestellt.

### Malerei
Claude Monet verbringt den Sommer mit seiner Familie, zu der er ein angespanntes Verhältnis hat, in Sainte-Adresse an der normannischen Kanalküste. Hier malt er mehrere impressionistische Ölgemälde, darunter Die Terrasse von Sainte-Adresse. Das Werk ist von japanischer Kunst stark beeinflusst, vor allem durch japanische Farbholzschnitte. Insbesondere eine Arbeit des japanischen Malers Katsushika Hokusai zeigt deutliche Parallelen zu Monets Gemälde.
Édouard Manet fertigt die ersten beiden Versionen seines Ölgemäldes Die Erschießung Kaiser Maximilians von Mexiko.

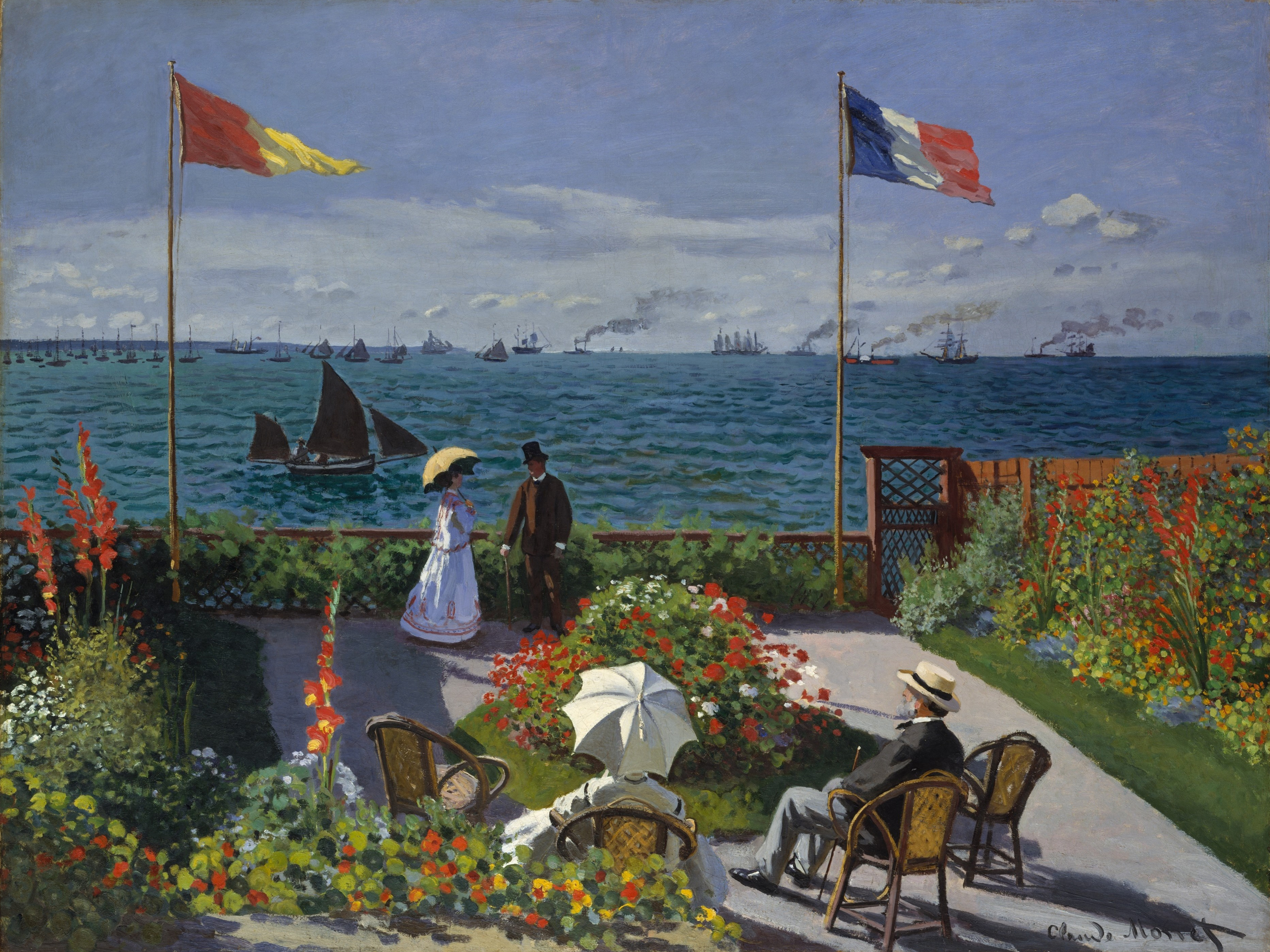
Claude Monet: Die Terrasse von Sainte-Adresse, 1867
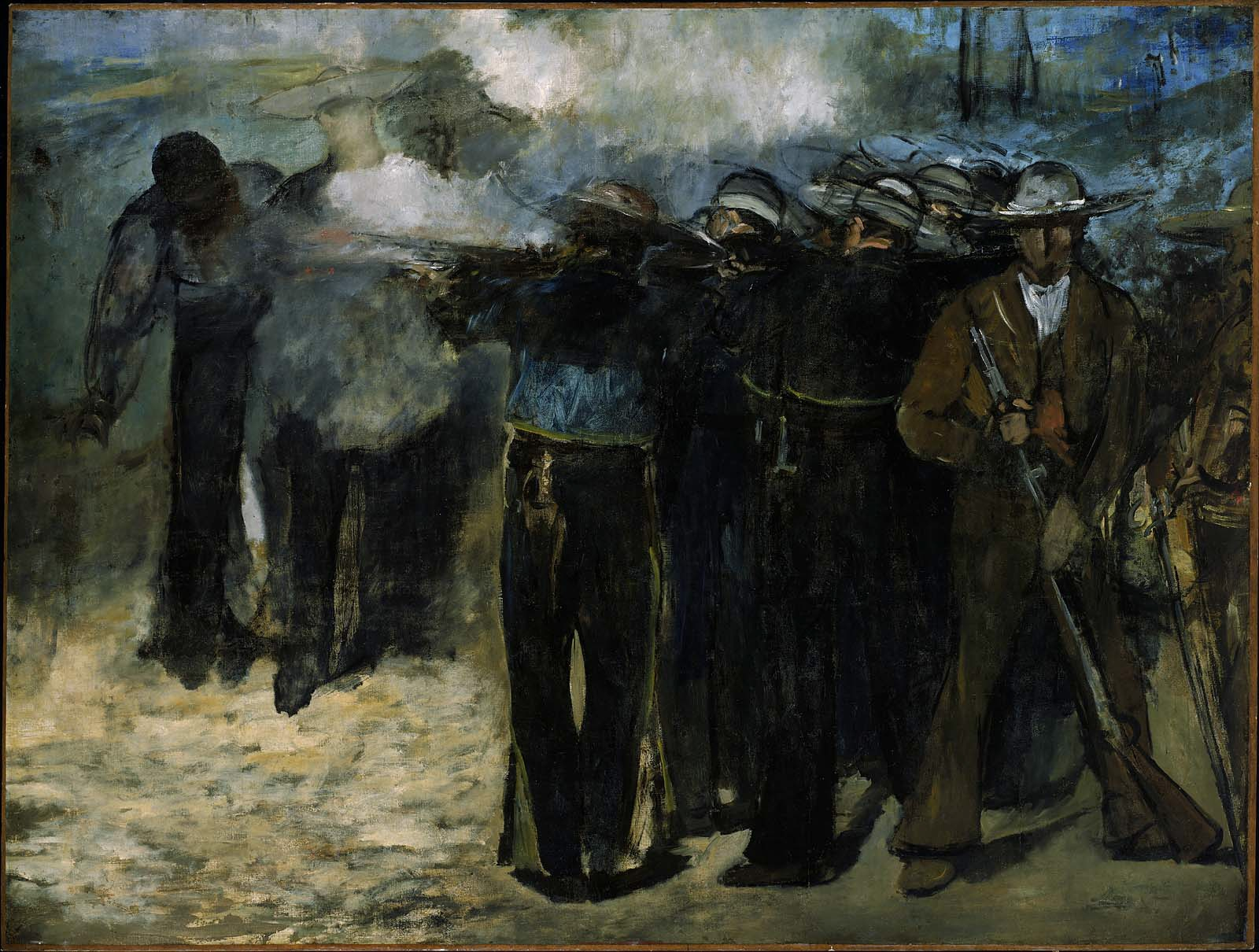
Die Erschießung Kaiser Maximilians von Mexiko (erste Version)
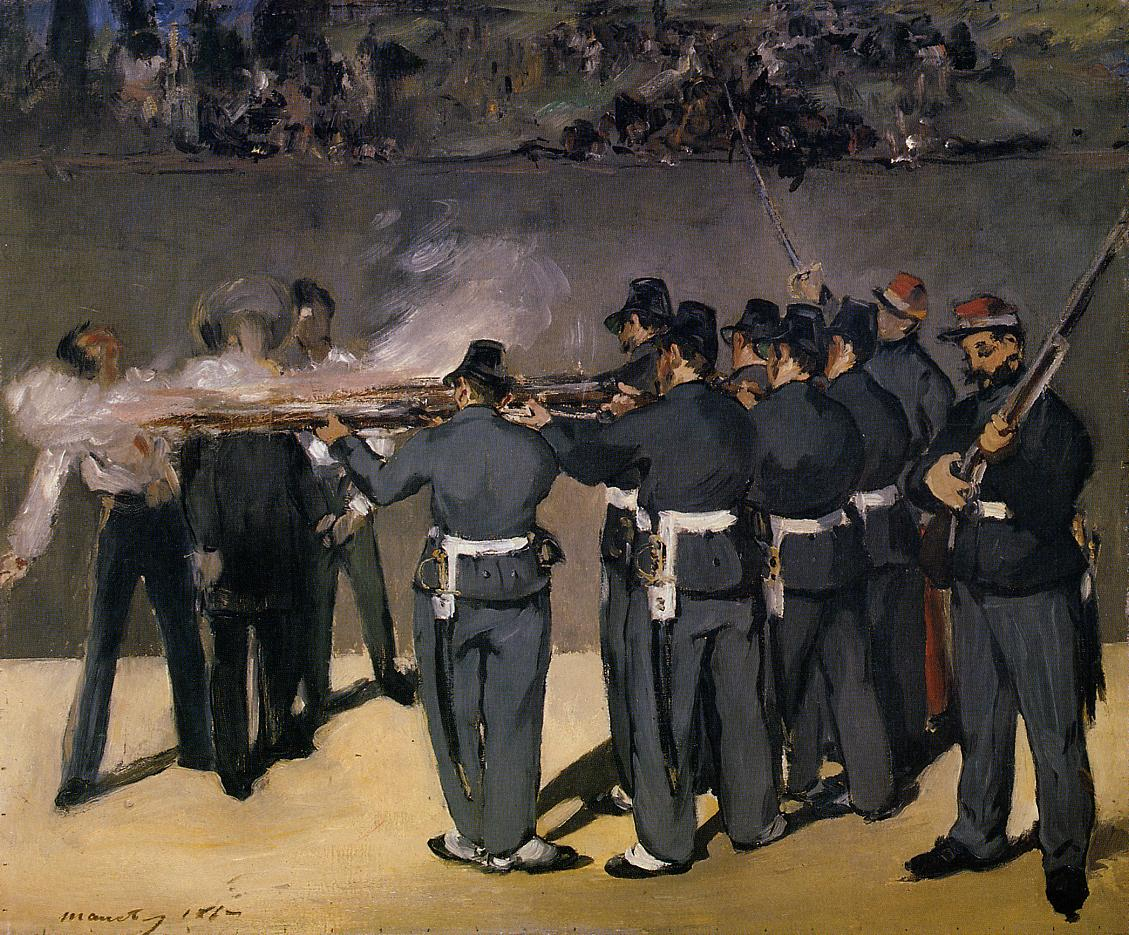
Die Erschießung Kaiser Maximilians von Mexiko (zweite Version)

James McNeill Whistler malt Symphonie in Weiß Nr. 3.

### Postkarten
Am 28. März wird von Berlin aus eine der ersten ganzseitig bebilderten Offenen Karten in Deutschland versandt. Eine weitere solche Vorläuferin der Ansichtskarte wird am 30. Oktober aus Breslau abgeschickt.

### Vereinsgründungen
Marie Remy, Clara Oenicke und Rosa Petzel gründen gemeinsam mit anderen Frauen den Verein der Künstlerinnen und Kunstfreundinnen zu Berlin. Da Frauen im Deutschen Reich nicht rechtsfähig sind, bedarf es offiziell männlicher Gründungsmitglieder, die durch eine Ehrenmitgliedschaft an den Verein gebunden sind, ohne ordentliche Mitglieder zu sein. Trotz seines Namens ist der Verein auf das ganze deutschsprachige Gebiet und auf die angrenzenden Länder ausgerichtet. So werden beispielsweise auch Marie Wiegmann aus Düsseldorf und Antonie Biel aus Stralsund Mitglied des Vereins.

## Geboren

### Geburtsdatum gesichert
- 29. Januar: Elisabeth Büchsel, deutsche Malerin († 1957)
- 31. Januar: Mariusz Zaruski, polnischer General, Segelsportler, Bergsteiger, Schriftsteller, Lyriker und Maler († 1941)
- 08. Februar: Michael Zeno Diemer, deutscher Maler († 1939)
- 28. Februar: Thomas Theodor Heine, deutscher Maler, Zeichner und Satiriker († 1948)
- 10. März: Hector Guimard, französischer Architekt († 1942)
- 25. März: John Gutzon de la Mothe Borglum, US-amerikanischer Bildhauer († 1941)
- 08. Juni: Frank Lloyd Wright, US-amerikanischer Architekt, Innenarchitekt, Schriftsteller und Kunsthändler († 1959)
- 11. Juni: Maria Martha Mathilde Triepcke, dänische Malerin († 1940)
- 23. Juni: Robert Sterl, deutscher Maler († 1932)
- 06. Juli: Joe Keaton, US-amerikanischer Vaudevilledarsteller, Filmschauspieler und Akrobat, Vater von Buster Keaton († 1946)
- 08. Juli: Käthe Kollwitz, deutsche Künstlerin († 1945)
- 15. Juli: Sophie Blum-Lazarus, deutsch-französische Landschafts- und Puppenmalerin († 1944)
- 25. Juli: Max Dauthendey, deutscher Dichter und Maler († 1918)
- 07. August: Emil Nolde, deutscher Maler des Expressionismus († 1956)
- 09. September: Ernst Oppler, deutscher Maler und Radierer († 1929)
- 03. Oktober: Pierre Bonnard, französischer Maler des Symbolismus († 1947)
- 06. Oktober: Václav Radimský, böhmisch-tschechoslowakischer Landschaftsmaler des Impressionismus († 1947)
- 08. Oktober: Gottlieb Elster, deutscher Bildhauer († 1917)
- 19. Oktober: Paul Hey, deutscher Illustrator und Grafiker († 1952)
- 20. Oktober: Ludwig Fahrenkrog, deutscher Dichter und Maler († 1952)
- 17. November: Anna Feldhusen, deutsche Malerin und Radiererin († 1951)
- 19. November: John Møller, grönländischer Fotograf, Buchdrucker, Dolmetscher, Ornithologe, Expeditionsteilnehmer und Landesrat († 1935)
- 27. November: Hélène de Mandrot, Schweizer Künstlerin, Kunstsammlerin und Förderin der architektonischen und künstlerischen Moderne († 1948)
- 06. Dezember: Karl Bitter, österreichischer Bildhauer († 1915)
- 22. Dezember: Joseph Maria Olbrich, österreichischer Architekt († 1908)

### Genaues Geburtsdatum unbekannt
- Alessandro Abate, italienischer Maler († 1952)

## Gestorben

### Erstes Halbjahr

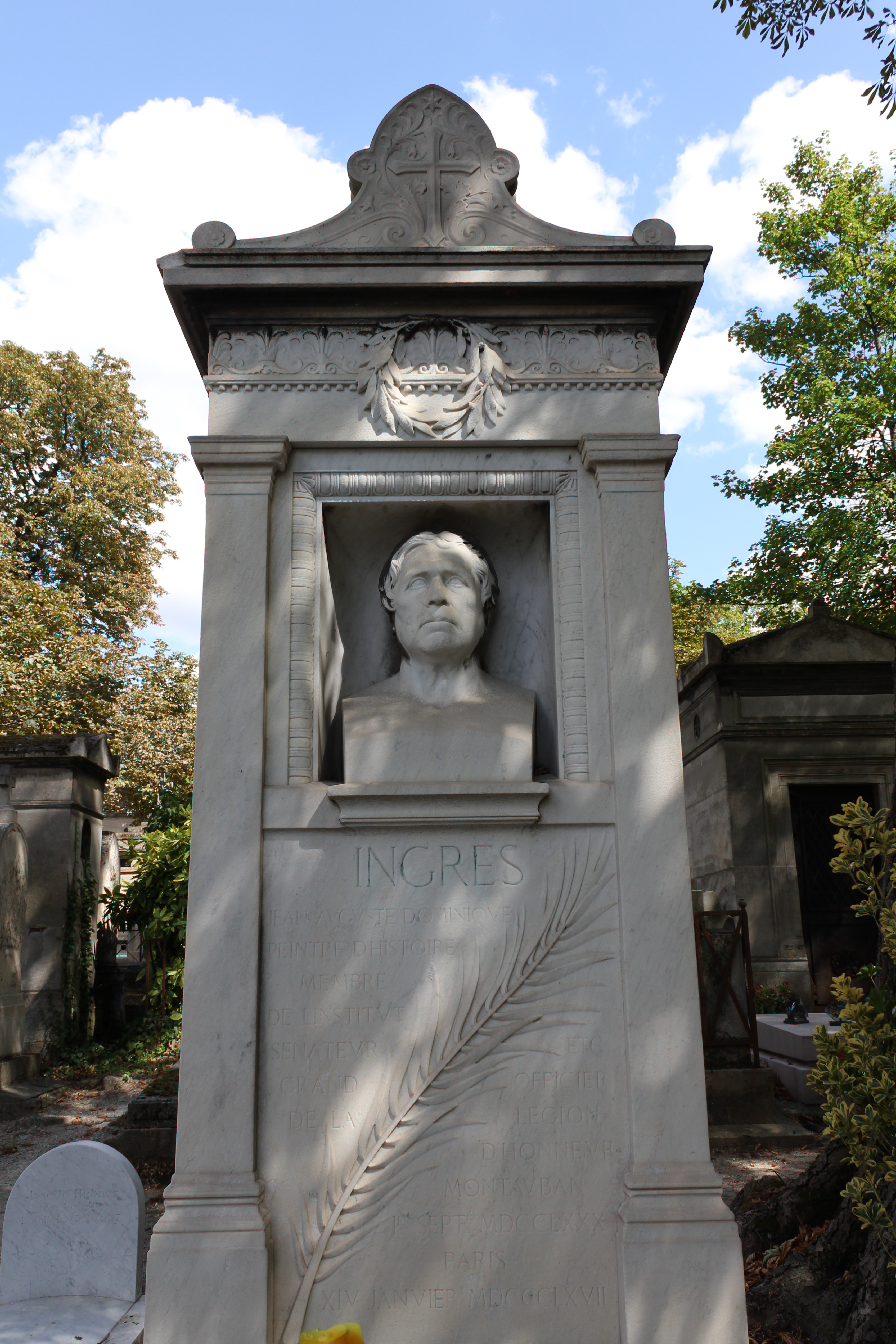
Das Grabmal von Ingres auf dem Friedhof Père-Lachaise in Paris

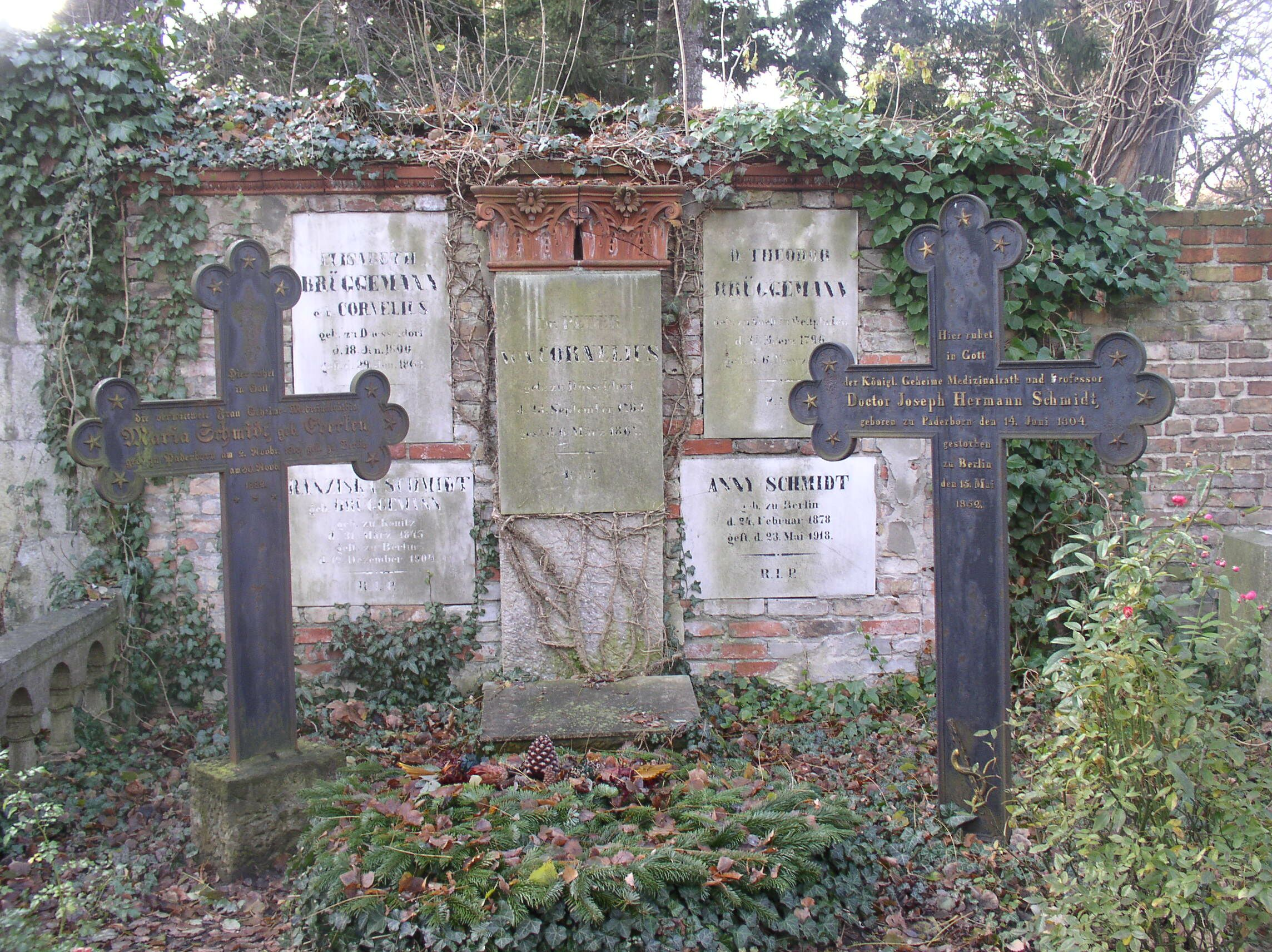
Grabstätte Peter von Cornelius auf dem Alten Domfriedhof der St.-Hedwigsgemeinde in Berlin

- 02. Januar: Gottfried Heinrich Melzer, deutscher Bossierer (Porzellanmassenformer) an der Königlichen Porzellanmanufaktur Meißen (* 1820)
- 09. Januar: Karl Friedrich Sommer, deutscher Maler (* 1830)
- 14. Januar: Jean-Auguste-Dominique Ingres, französischer Maler (* 1780)
- 15. Januar: Adolf Lohse, deutscher Architekt und preußischer Baubeamter (* 1807)
- 19. Jänner: Johann Manschgo, österreichischer Porträt- und Genremaler (* 1800)
- 25. Januar: Josef Wintergerst, deutscher Maler aus dem Kreis der Nazarener in Rom (* 1783)

- 10. Februar: Carl Wagner, deutscher Maler (* 1796)
- 12. Februar: Emilie Linder, Schweizer Malerin und Mäzenin (* 1797)
- 26. Februar: Christian Morgenstern, deutscher Landschaftsmaler (* 1805)

- 02. März: Frans-Andries Durlet, belgischer Architekt, Bildhauer und Grafiker (* 1816)
- 03. März: Johann Ludwig Lund, deutsch-dänischer Maler (* 1777)
- 05. März: Carl Gustaf Qvarnström, schwedischer Bildhauer und Maler (* 1810)
- 06. März: Peter von Cornelius, deutscher Maler (* 1783)
- 06. März: József Hild, ungarischer Architekt und Baumeister (* 1789)
- 07. März: Louis Boulanger, französischer Maler (* 1806)
- 07. März: Therese aus dem Winckel, deutsche Malerin, Harfenspielerin und Schriftstellerin (* 1779)
- 08. März: Caspar Kaltenmoser, deutscher Maler (* 1806)
- 16. März: Friedrich Rumpf, Frankfurter Architekt (* 1795)
- 19. März: Johann Lebrecht Eggink, deutschbaltischer Historienmaler und Porträtist (* 1784)
- 23. März: Charles Deas, US-amerikanischer Maler (* 1818)
- 25. März: Jakob Ignaz Hittorff, französischer Architekt deutscher Herkunft (* 1792)
- 27. März: Prideaux John Selby, englischer Ornithologe, Botaniker und Künstler (* 1788)

- 18. April: Robert Smirke, britischer Architekt (* 1780)

- 01. Mai: Johann Martin Morat, deutscher Kunstmaler und Lithograf (* 1805)
- 05. Mai: Philippe Parmentier, belgischer Bildhauer (* 1787)
- 06. Mai: Hermann Schievelbein, deutscher Bildhauer (* 1817)
- 18. Mai: Clarkson Stanfield, englischer Bühnen- und Kunstmaler (* 1793)
- 22. Mai: Edward Hodges Baily, britischer Bildhauer (* 1788)
- 25. Mai: Wilhelm von Kügelgen, deutscher Porträt- und Historienmaler, Schriftsteller, Hofmaler am herzoglichen Hof von Anhalt-Bernburg (* 1802)

- 12. Juni: Louis-Hippolyte Lebas, französischer Architekt (* 1782)
- 15. Juni: Johann Hermann Carmiencke, deutscher Landschaftsmaler (* 1810)
- 30. Juni: Peter Geist, unterfränkischer Genre- und Kirchenmaler (* 1816)

### Zweites Halbjahr
- 06. Juli: Karl von Enhuber, bayerischer Maler (* 1811)
- 12. Juli: Horatio McCulloch, schottischer Landschaftsmaler (* 1806)
- 15. Juli: Rudolph Melchior, deutsch-US-amerikanischer Kunsthandwerker (* 1836)
- 26. Juli: Stephan Kellner, deutscher Glasmaler (* 1812)

- 04. August: Emil Cauer der Ältere, deutscher Bildhauer (* 1800)
- 10. August: André Durand, französischer Maler, Zeichner und Lithograf (* 1807)
- 18. August: Alexis Paccard, französischer Architekt (* 1813)

- 11. Oktober: Christian Carl von Glück, deutscher Richter, Politiker, Dichter und Kunstsammler (* 1791)
- 25. Oktober: Georg Kestner, deutscher Archivar, Bankier und Sammler von Kunstwerken und Autographen (* 1774)

- 10. November: Ludwig Foltz, deutscher Architekt, Bildhauer und Illustrator (* 1809)
- 11. November: Friedrich August Bouterwek, deutscher Historienmaler (* 1806)
- 14. November: Friedrich Theodor Fischer, deutscher Architekt und badischer Baubeamter (* 1803)
- 20. November: Peter Clodt von Jürgensburg, russischer Bildhauer (* 1805)
- 25. November: Karl Ferdinand Sohn, deutscher Maler (* 1805)
- 28. November: Caroline Klauhold, deutsche Bildnis-, Genre- und Landschaftsmalerin (* 1812)

- 07. Dezember: Franz Josef Dobiaschofsky, österreichischer Maler (* 1818)
- 11. Dezember: William Brooks, britischer Architekt (* 1786)
- 13. Dezember: Artur Grottger, polnischer Maler und Zeichner (* 1837)
- 22. Dezember: Théodore Rousseau, französischer Maler und Gründer der Schule von Barbizon (* 1812)

### Genaues Todesdatum unbekannt
- Francesc Daniel Molina i Casamajó, katalanischer Architekt (* 1812)